# Flyswatter
Flyswatter – pierwszy album demo amerykańskiej grupy Blink-182 z 1992 roku.

## Lista utworów
1. "Reebok Commercial"  – 2:51
2. "Time"  – 2:27
3. "Red Skies"  – 3:26
4. "Alone"  – 2:44
5. "Point Of View"  – 1:19
6. "Marlboro Man"  – 3:35
7. "The Longest Line" (cover NOFX)  – 2:06
8. "Freak Scene" (cover Dinosaur Jr.)  – 2:38